# Выборы мэра Новосибирска (2019)
Выборы мэра Новосибирска состоялись 8 сентября 2019 года в Единый день голосования.

## Ключевые даты
- 19 июня 2019 года Совет депутатов Новосибирска назначил выборы на 8 сентября 2019 года — единый день голосования[2].
- до 17 июля продлится выдвижение кандидатов[3]
- агитационный период начинается со дня выдвижения кандидата и прекращается за одни сутки до дня голосования.
- 7 сентября — день тишины.
- 8 сентября — день голосования.

## Выдвижение
В случае самовыдвижения, кандидат уведомляет в форме заявления городскую избирательную комиссию с последующим сбором подписей в свою поддержку, в количестве 0,5 % от числа избирателей (число избирателей — 1 177 016), то есть должно быть собрано не менее 5886 и не более 6474 подписей, превышение допускается не более чем на 10%.
Политические партии подписи в поддержку кандидата не собирают.

## Кандидаты
| Кандидат                       | Деятельность/должность (на момент выдвижения)                                                                         | Субъект выдвижения                                                  | Статус                                               | Дата подачи документов о выдвижении | Дата регистрации |
| ------------------------------ | --- | ------------------------------------------------------------------- | ---------------------------------------------------- | ----------------------------------- | ---------------- |
| Бабаев Анатолий Анатольевич    | пенсионер | самовыдвижение                                                      | отказано в регистрации                               | —                                   | —                |
| Бойко Сергей Андреевич         | директор Фонда защиты прав граждан; координатор штаба Навального в Новосибирске                                       | самовыдвижение                                                      | зарегистрирован                                      | 17 июля                             | 26 июля          |
| Везнер Андрей Иванович         | управляющий ИП Везнер С.И.                                                                                            | самовыдвижение                                                      | отказано в регистрации                               | 17 июля                             | —                |
| Викторович Олег Борисович      | «Музей Новосибирска», старший администратор                                                                           | «Партия дела»                                                       | зарегистрирован                                      | 15 июля                             | 24 июля          |
| Гультяев Александр Васильевич  | генеральный директор ООО «Адвокат-Плюс»                                                                               | «Партия возрождения России»                                         | зарегистрирован                                      | 10 июля                             | 19 июля          |
| Козодой Виктор Иванович        | индивидуальный предприниматель                                                                                        | «Справедливая Россия»                                               | зарегистрирован                                      | 10 июля                             | 19 июля          |
| Крестьянов Алексей Петрович    | индивидуальный предприниматель                                                                                        | «Аграрная партия России»                                            | зарегистрирован                                      | 17 июля                             | 26 июля          |
| Лебедев Евгений Владимирович   | помощник депутата Государственной Думы                                                                                | «ЛДПР»                                                              | зарегистрирован                                      | 9 июля                              | 17 июля          |
| Локоть Анатолий Евгеньевич     | действующий мэр Новосибирска                                                                                          | «КПРФ»                                                              | зарегистрирован                                      | 8 июля                              | 17 июля          |
| Лоскутов Сергей Викторович     | Первый секретарь комитета НОО ПП «Коммунисты России»                                                                  | «Коммунисты России»                                                 | зарегистрирован                                      | 17 июля                             | 26 июля          |
| Пинус Наталья Ивановна         | директор Фонда содействия развитию города Новосибирска в социальной сфере «Городские инициативы»                      | «Российский общенародный союз»                                      | зарегистрирована                                     | 3 июля                              | 12 июля          |
| Проничев Сергей Дмитриевич     | пенсионер | «Партия Роста»                                                      | снялся с выборов после того, как был зарегистрирован | 11 июля                             | 20 июля          |
| Сапина Юлия Юрьевна            | индивидуальный предприниматель                                                                                        | «Гражданская платформа»                                             | зарегистрирована                                     | 12 июля                             | 20 июля          |
| Сафиуллин Данияр Эльгизарович  | заместитель мэра города Новосибирска                                                                                  | «Родина»                                                            | зарегистрирован                                      | 6 июля                              | 15 июля          |
| Токарев Андрей Александрович   | индивидуальный предприниматель                                                                                        | «Родная партия»                                                     | зарегистрирован                                      | 16 июля                             | 25 июля          |
| Трушакин Александр Геннадьевич | заместитель директора Муниципального казённого учреждения «Управление гражданской защиты города Бердска»,             | «Партия Великое Отечество»                                          | снят с выборов после того, как был зарегистрирован   | 11 июля                             | 20 июля          |
| Украинцева Дарья Александровна | президент Межрегионального фонда социально-экономических и общественно-политических исследований «Сибирская политика» | Российская экологическая партия «Зелёные»                           | зарегистрирована                                     | 8 июля                              | 17 июля          |
| Хаюрин Мухаммед-Али Бесланович | Генеральный директор ООО «Империал Строй»                                                                             | «Партия Возрождения Села»                                           | зарегистрирован                                      | 17 июля                             | 26 июля          |
| Холявченко Дмитрий Сергеевич   | Агентство недвижимости «Республика», генеральный директор                                                             | «Яблоко»                                                            | зарегистрирован                                      | 17 июля                             | 26 июля          |
| Южанин Алексей Владимирович    | глава Крестьянского (фермерского) хозяйства                                                                           | «Партия Социальных Реформ — Прибыль от природных ресурсов — Народу» | отказано в регистрации                               | 16 июля                             | —                |

## Наблюдение за выборами

### Видеонаблюдение
На организацию суточной трансляции на общедоступном сайте с выборов из городского бюджета было выделено 12,36 млн рублей. Подрядчиком выступил «Ростелеком».

## Результаты
| Место                       | Место                       | Кандидат                    | Партия                       | Голосов   | %      |
| --------------------------- | --------------------------- | --------------------------- | ---------------------------- | --------- | ------ |
|                             | 1.                          | Анатолий Локоть             | КПРФ                         | 123 378   | 50,25% |
|                             | 2.                          | Сергей Бойко                | Самовыдвижение               | 45 576    | 18,56% |
|                             | 3.                          | Евгений Лебедев             | ЛДПР                         | 22 960    | 9,35%  |
|                             | 4.                          | Наталья Пинус               | Российский общенародный союз | 20 324    | 8,28%  |
|                             | 5.                          | Данияр Сафиуллин            | Родина                       | 17 970    | 7,32%  |
|                             | 6.                          | Юлия Сапина                 | Гражданская платформа        | 2 116     | 0,86%  |
|                             | 7.                          | Дарья Украинцева            | Зелёные                      | 2 095     | 0,85%  |
|                             | 8.                          | Виктор Козодой              | Справедливая Россия          | 1 758     | 0,72%  |
|                             | 9.                          | Сергей Лоскутов             | Коммунисты России            | 1 533     | 0,62%  |
|                             | 10.                         | Олег Викторович             | Партия дела                  | 1 048     | 0,43%  |
|                             | 11.                         | Александр Гультяев          | Партия возрождения России    | 841       | 0,34%  |
|                             | 12.                         | Дмитрий Холявченко          | Яблоко                       | 687       | 0,28%  |
|                             | 13.                         | Алексей Крестьянов          | Аграрная партия России       | 659       | 0,27%  |
|                             | 14.                         | Андрей Токарев              | Родная партия                | 594       | 0,24%  |
|                             | 15.                         | Хаюрин Мухаммед-Али         | Партия возрождения села      | 334       | 0,14%  |
| Действительных бюллетеней   | Действительных бюллетеней   | Действительных бюллетеней   | Действительных бюллетеней    | 241 873   | 98,51% |
| Недействительных бюллетеней | Недействительных бюллетеней | Недействительных бюллетеней | Недействительных бюллетеней  | 3 633     | 1,49%  |
| Всего                       | Всего                       | Всего                       | Всего                        | 245 506   | 100 %  |
|                             |                             |                             |                              |           |        |
| Явка                        | Явка                        | Явка                        | Явка                         | 245 692   | 20,68% |
| Общее число избирателей     | Общее число избирателей     | Общее число избирателей     | Общее число избирателей      | 1 187 800 |        |